# Atrichopogon sphagnalis
Atrichopogon sphagnalis är en tvåvingeart som beskrevs av Jean-Jacques Kieffer 1925. Atrichopogon sphagnalis ingår i släktet Atrichopogon och familjen svidknott. Inga underarter finns listade i Catalogue of Life.